# Compsorhipis davidiana
Compsorhipis davidiana is een rechtvleugelig insect uit de familie veldsprinkhanen (Acrididae). De wetenschappelijke naam van deze soort werd in 1888 gepubliceerd door Henri de Saussure.